# Torneo del Interior B 2019
El Torneo del Interior B 2019 fue la XV edición de la segunda competencia de clubes del interior más importante de rugby en Argentina, luego del Torneo del Interior A.
Inició el 10 de agosto y finalizó el 28 de octubre, siendo el último torneo de los años 2010. El Club Palermo Bajo se consagró campeón y obtuvo su primer título nacional.

## Equipos
Los clubes clasificaron desde sus campeonatos locales.
| Equipo             | Ciudad              | Unión |
| ------------------ | ------------------- | ----- |
| Aguará             | Formosa             | URF   |
| Comercial          | Mar del Plata       | URMDP |
| CRAI               | Santa Fe            | USR   |
| CURNE              | Resistencia         | URNE  |
| Huirapuca          | Concepción          | URT   |
| Jabalíes           | El Bolsón           | URAV  |
| La Tablada         | Córdoba             | UCR   |
| Liceo              | Luján de Cuyo       | URC   |
| Los Tordos         | Mendoza             | URC   |
| Montevideo Cricket | Ciudad de la Costa  | URU   |
| Old Lions          | Santiago del Estero | USR   |
| Old Christians     | Ciudad de la Costa  | URU   |
| Palermo Bajo       | Córdoba             | UCR   |
| Roca               | General Roca        | URAV  |
| San Ignacio        | Mar del Plata       | URMDP |
| Santa Fe           | Santa Fe            | USR   |

### Distribución geográfica
| Lugar                        | Cant. | Equipos                            |
| ---------------------------- | ----- | ---------------------------------- |
| Provincia de Buenos Aires    | 2     | Comercial, San Ignacio             |
| Provincia de Córdoba         | 2     | La Tablada, Palermo Bajo           |
| Provincia de Mendoza         | 2     | Liceo, Los Tordos                  |
| Provincia de Río Negro       | 2     | Jabalíes, Roca                     |
| Provincia de Santa Fe        | 2     | CRAI, Santa Fe                     |
| Uruguay                      | 2     | Montevideo Cricket, Old Christians |
| Provincia del Chaco          | 1     | CURNE                              |
| Provincia de Formosa         | 1     | Aguará                             |
| Provincia de Sgo. del Estero | 1     | Old Lions                          |
| Provincia de Tucumán         | 1     | Huirapuca                          |

## Formato
16 Participantes se distribuyeron en cuatro zonas de cuatro equipos cada una y jugaron entre sí a ida y vuelta.
Los ganadores de cada zona clasificaron a los cuartos de final, donde se enfrentaron con los cuatro peores equipos del Torneo del Interior A 2019. Los vencedores ingresaron a las semifinales y los ganadores de éstas accedieron a la final.

## Fase de grupos
Cada equipo jugó seis partidos.

## Fase final
Las localías se dieron según el mejor rendimiento general en la fase de grupos.
|  | Cuartos de final | Cuartos de final |              |              | Semifinales   | Semifinales   |  |      | Final         | Final         |  |
|  | 5 de octubre     | 5 de octubre     |              |              | 19 de octubre | 19 de octubre |  |      | 26 de octubre | 26 de octubre |  |
|  |                  |                  |              |              |               |               |  |      |               |               |  |
|  |                  |                  |              |              |               |               |  |      |               |               |  |
|  | CRAI             | 35               |              |              |               |               |  |      |               |               |  |
|  | CRAI             | 35               |              |              |               |               |  |      |               |               |  |
|  | Los Tordos       | 27               |              |              |               |               |  |      |               |               |  |
|  | Los Tordos       | 27               |              | C.U.N.E.     | 21            |               |  |      |               |               |  |
|  |                  |                  |              | C.U.N.E.     | 21            |               |  |      |               |               |  |
|  |                  |                  | CRAI         | 32           |               |               |  |      |               |               |  |
|  | C.U.N.E.         | 29               | CRAI         | 32           |               |               |  |      |               |               |  |
|  | C.U.N.E.         | 29               |              |              |               |               |  |      |               |               |  |
|  | Santa Fe         | 11               |              |              |               |               |  |      |               |               |  |
|  | Santa Fe         | 11               |              |              |               |               |  | CRAI | 22            |               |  |
|  |                  |                  |              |              |               |               |  | CRAI | 22            |               |  |
|  |                  |                  | Palermo Bajo | 24           |               |               |  |      |               |               |  |
|  | Trébol           | 36               | Palermo Bajo | 24           |               |               |  |      |               |               |  |
|  | Trébol           | 36               |              |              |               |               |  |      |               |               |  |
|  | Comercial        | 19               |              |              |               |               |  |      |               |               |  |
|  | Comercial        | 19               |              | Palermo Bajo | 38            |               |  |      |               |               |  |
|  |                  |                  |              | Palermo Bajo | 38            |               |  |      |               |               |  |
|  |                  |                  | Trébol       | 12           |               |               |  |      |               |               |  |
|  | Palermo Bajo     | 27               | Trébol       | 12           |               |               |  |      |               |               |  |
|  | Palermo Bajo     | 27               |              |              |               |               |  |      |               |               |  |
|  | La Tablada       | 25               |              |              |               |               |  |      |               |               |  |
|  | La Tablada       | 25               |              |              |               |               |  |      |               |               |  |
|  |                  |                  |              |              |               |               |  |      |               |               |  |